# Condado de Osborne
El condado de Osborne (en inglés: Osborne County), fundado en 1867, es uno de 105 condados del estado estadounidense de Kansas. En el año 2005, el condado tenía una población de 4,050 habitantes y una densidad poblacional de 1.8 personas por km². La sede del condado es Osborne. El condado recibe su nombre en honor al sargento Vincent B. Osborne.

## Geografía
Según la Oficina del Censo, el condado tiene un área total de 2316 km² (894,2 mi²), de la cual 2311 km² (892,3 mi²) es tierra y 5 km² (1,930501930502 mi²) (0.21%) es agua.

### Condados adyacentes
- Condado de Smith (norte)
- Condado de Jewell (noreste)
- Condado de Mitchell (este)
- Condado de Lincoln (sureste)
- Condado de Russell (sur)
- Condado de Ellis (suroeste)
- Condado de Rooks (oeste)

## Demografía
Según la Oficina del Censo en 2000, los ingresos medios por hogar en el condado eran de $29,145, y los ingresos medios por familia eran $35,438. Los hombres tenían unos ingresos medios de $24,736 frente a los $16,516 para las mujeres. La renta per cápita para el condado era de $16,236. Alrededor del 10.40% de la población estaban por debajo del umbral de pobreza.

## Transporte

### Autopistas principales
- U.S. Route 24
- Ruta Estatal de Kansas 18

## Localidades
Población estimada en 2004;
- Osborne, 1,461 (sede)
- Downs, 953
- Natoma, 332
- Portis, 116
- Alton, 110

### Áreas no incorporadas
- Academy
- Bloomington
- Bristow
- Cheyenne
- Covert
- Delhi
- Grand Center
- Kill Creek
- Twin Creek
- Vincent

### Municipios
El condado de Osborne está dividido entre 23 municipios. El condado tiene a Osborne como una ciudad independiente a nivel de gobierno, y todos los datos de población para el censo e las ciudades son incluidas en el municipio.

## Educación

### Distritos escolares
- Waconda USD 272
- Osborne USD 392 Sitio web
- Natoma/Paradise/Waldo USD 399 Sitio web